# Sweet Spy
Sweet Spy (en hangul, 달콤한 스파이), conocida también en español como Dulce espía, es una serie de televisión surcoreana de comedia romántica emitida entre 2005 y 2006 sobre un misterioso y atractivo espía que se enamora de una oficial de policía.
Es protagonizada por Nam Sang Mi, Lee Joo Hyun, Yoo Sun y Dennis Oh. Fue transmitida por MBC desde el 7 de noviembre de 2005 hasta el 10 de enero de 2006, con una extensión de 20 episodios, emitidos los lunes y los martes a las 21:55 (KST).

## Argumento
Lee Soon Ae (Nam Sang Mi) es una policía de tráfico, recientemente viuda ya que su esposo murió anteriormente en un accidente automovilístico, que se encuentra en una rutina en que detiene a un hombre por haber cometido una violación de tráfico. Han Yoo Il (Dennis Oh), el misterioso y encantador extraño que fue detenido por la oficial Soon Ae, es en realidad un espía internacional, que ha llegado a Corea en una misión extremadamente secreta. 
Cuando Soon Ae accidentalmente se olvida devolver un súper lápiz espía de alta tecnología, propiedad de Yoo Il, se pone en marcha una serie de acontecimientos que envían a ella en el turbio mundo del espionaje internacional. Posteriormente, la Unidad de Operaciones Especiales también se involucra, con su nuevo jefe Kang Joon (Lee Joo Hyun), que resulta ser un viejo amigo del difunto esposo de Soon Ae.
Kang Joon, secretamente posee  sentimientos por Soon Ae, abriendo una arista que rodea la muerte de su marido. Mientras descubren secretos que involucran figuras políticas y económicas de gran alcance, conduciendo directamente a Han Yoo Il.

## Reparto

### Personajes principales
- Nam Sang Mi como Lee Soon Ae.[3]
- Lee Joo Hyun como Kang Joon.
- Yoo Sun como Park Eun Joo.
- Dennis Oh como Han Yoo Il.

### Personajes secundarios
- Kim Bo Sung como Detective Shim.
- Choi Bool Am como Choi Beom Gu.
- Lee Ki Yeol como Wang Sa Bal.
- Kim Joon Ho como Kaori.
- Kim Ha Kyun como Jo Jung Hae.
- Jung Jong Joon como Policía Hong.
- Ahn Yeon Hong como Oh Na Ra.
- Sung Eun como Choi Ji Soo.
- Kim Il Woo como Song Hyun Chul.
- Gi Ju Bong como Asistente de Yoo Il.
- Kim Yong Hee como Director Park.
- Park Jung Woo como Jefe gangster.
- Yoon Joo Sang como Oficial.

## Emisión internacional
- Filipinas: GMA Network.
- Taiwán: Videoland Drama (2006).[4]
- Vietnam: HTV7 (2006) y HanoiTV (2007).